# James T. Farrell
Pour les articles homonymes, voir Farrell.
Œuvres principales
- Studs Lonigan (en)

James T. Farrell est un romancier américain, né le 27 février 1904 à Chicago et mort le 22 août 1979 à New York.
Son œuvre la plus connue est la trilogie Studs Lonigan (en), parue au cours des années 1930.

## Biographie
James Thomas Farrell naît en 1904 dans une famille de la petite bourgeoisie catholique de Chicago. Ses parents, d'origine irlandaise, vivent dans le South Side. En 1925, Farrell intègre l'université de Chicago. Il interrompt ses études pour se consacrer à l'écriture et s'établit à New York en 1932.
L'œuvre la plus connue de James T. Farrell est la trilogie Studs Lonigan (en), dont le premier roman, Young Lonigan, paraît en 1932. Il est suivi par La Jeunesse de Studs Lonigan  (The Young Manhood of Studs Lonigan) en 1934 et Le Jugement dernier (Judgment Day) en 1935. Studs Lonigan, l'adaptation cinématographique de l'œuvre éponyme par le scénariste Philip Yordan, est réalisée par Irving Lerner en 1960.
Entre 1936 et 1953, Farrell consacre une série de cinq romans à Danny O'Neill, l'un des personnages de la trilogie Studs Lonigan,. La pentalogie est rééditée en 2007 par University of Illinois Press.
Farrell fut par ailleurs membre du Socialist Workers Party dans les années 1940, principal parti trotskiste. Il rejoignit ensuite le Parti socialiste, avant de s'en écarter.

## Récompenses
En 1936, une bourse Guggenheim est attribuée au romancier. En 1979, l'académie américaine des arts et des sciences lui décerne la médaille Emerson-Thoreau (en).

## Œuvres
- Young Lonigan (1932)
- Gas-House McGinty (1933) Publié en français sous le titre Mac Ginty, traduit par Jacques Asselin, Paris/Londres, Morgan, coll. « Du monde entier », 1947 (BNF 32092985) ; réédition, Neuilly-lès-Dijon, Éditions du Murmure, coll. « En dehors », 2004  (ISBN 2-915099-12-X)
- Calico Shoes (1934)
- The Young Manhood of Studs Lonigan (1934) Publié en français sous le titre La Jeunesse de Studs Lonigan, traduit par Marcelle Jossua, Paris, Gallimard, coll. « Du monde entier », 1950 (BNF 32092982)
- Guillotine Party and Other Stories (1935)
- Judgment Day (1935) Publié en français sous le titre Le Jugement dernier, traduit par Marcelle Jossua, Paris, Gallimard, coll. « Du monde entier », 1951 (BNF 32092983)
- A Note on Literary Criticism (1936)
- A World I Never Made (1936)
- Can All This Grandeur Perish? and Other Stories (1937)
- No Star Is Lost (1938)
- Tommy Gallagher's Crusade (1939)
- Father and Son (1940)
- The Bill of Rights in danger!: the meaning of the Minneapolis convictions [New York] : Civil Rights Defense Committee, (1941)
- Decision (1941)
- Ellen Rogers (1941)
- $1000 a Week and Other Stories (1942)
- My Days of Anger (1943)
- To Whom It May Concern and Other Stories (1944)
- Who are the 18 prisoners in the Minneapolis Labor Case?: how the Smith "Gag" Act has endangered workers rights and free speech (1944)
- The League of Frightened Philistines and Other Papers (1945)
- Bernard Clare (1946)
- When Boyhood Dreams Come True and Other Stories (1946)
- The Life Adventurous and Other Stories (1947)
- Literature and Morality (1947)
- Truth and myth about America (1949)
- The Road Between (1949)
- An American Dream Girl (1950)
- The Name Is Fogarty: Private Papers on Public Matters (1950)
- This Man and This Woman (1951)
- Yet Other Waters (1952)
- The Face of Time (1953)
- Reflections at Fifty and Other Essays (1954)
- French Girls Are Vicious and Other Stories (1955)
- A Dangerous Woman and Other Stories (1957)
- My Baseball Diary (1957)
- It Has Come To Pass (1958)
- Boarding House Blues (1961)
- Side Street and Other Stories (1961)
- Sound of a City (1962)
- The Silence of History (1963)
- What Time Collects (1964)
- A Glass of Milk (1966), nouvelle parue dans le recueil collectif Why Work Series
- Lonely for the Future (1966)
- When Time Was Born (1966)
- New Year's Eve/1929 (1967)
- A Brand New Life (1968)
- Childhood Is Not Forever (1969)
- Judith (1969)
- Invisible Swords (1971)
- Judith and Other Stories (1973)
- The Dunne Family (1976)
- Olive and Mary Anne (1977)
- The Death of Nora Ryan (1978)